# Єсаї Нчеці
Єсаї Нчеці (вірм. Եսայի Նչեցի, 1260 або 1265, Ніч, Сасун — 1338, Гладзор) — вірменський мислитель, граматик, богослов, педагог і церковно-громадський діяч XIII—XIV ст., засновник Гладзорського університету.

## Біографія
Народився в містечку Ніч історичної області Сасун. Був учнем Нерсеса Мшеці. Отримав ступінь вардапета, а потім був призначений Нерсесом Мшеці ректором Гладзорського університету, яким керував більше півстоліття. Викладав «сім вільних мистецтв» — граматику, логіку, риторику, арифметику, геометрію, музику та астрономію. Число учнів Нчеці перевищувало три сотні. Сучасники його характеризували як «непереможного риторика», «тлумача складних речей і книжок» тощо.Є автором безлічі робіт, найважливіша з яких «Визначення граматики». Біблія, написана ним у 1318 в Ґладзорі і розмальована мініатюрами Тороса Таронаці, вважається шедевром Гладзорської школи писемності. У 1321 році Єсаї пише лист кілікійському князю Ошину і його синові Хетуму, де критикує прокатолицьку діяльність деяких вірменських князів Кілікії. Помер у 1338-му році в Ґладзорі.

## Твори
- «Тлумачення пророцтва Єзекиїла» (вірм. "Մեկնութիւն Եզեկիէլի")
- «Визначення граматики» (вірм. "Վերլուծութիւն քերականութեան")
- «Сповідання і визнання Святої трійці» (вірм. "Դաւանութիւն և խոստովանութիւն ի Սուրբ Երրորդութիւն")
- «Деякі причини висвячень дияконів» (вірм. "Սուղ ինչ պատճառ ձեռնադրութեան քահանայի")
- «Про церковні канони» (вірм. "Յաղագս կարգաց եկեղեցւոյ")
- «Про таїнство церкви» (вірм. "Յաղագս եկեղեցւոյ խորհրդեան")
- «Лист про канони церков і каплиць» (вірм. "Թուղթ վասն կարգաց եկեղեցւոյ և ժամուց")
- «Лист-відповідь вардапета Єсаї пану Хетуму» (вірм. "Թուղթ Եսայեայ վարդապետին պատասխանի ընդդէմ պարոն Հեթմոյ")
- «Лист Єсаї отцю Матфею» (вірм. "Թուղթ Եսայեայ ի Տէր Մատթէոսն")
- «Спільний лист про пожертвування і допомоги монастирю Св. Карапета в Тароні» (вірм. "Թուղթ շրջաբերական յաղագս ողորմութիւն տալոյ ի նպաստ Ս. Կարապետին Տարօնոյ")

## Цитати
Навіть на найвищий трон неможливо сідати інакше, як дупою.